# ハロモナス科
ハロモナス科（Halomonadaceae）は、プロテオバクテリア門ガンマプロテオバクテリア綱オケアノスピリルム目に属する科の一つである。好塩菌であることで知られている。

## 歴史
ハロモナス科は、ハロモナス属（Halomonas）とディレイア属（Deleya）を含む科として1988年に最初に記述された。
1989年にベータプロテオバクテリア綱クロモバクテリウム属のクロモバクテリウム・マリスモルツイ（Chromobacterium marismortui）がガンマプロテオバクテリア綱のハロモナス科に再分類された。その際、ハロモナス科に3番目のクロモハロバクター属が新設され、この種はクロモハロバクター・マリスモルツイ（Chromohalobacter marismortui）として再命名された。
1990年にハロモナス科細菌として新種が発見されて当初はVolcaniella eurihalinaと呼称され新しい属に割り振られていたが、1995年にハロモナス属のハロモナス・ユーリハリナ（Halomonas eurihalina）に改められた。
2007年にカーニモナス属とその属の唯一の種であるカーニモナス・ニグリフィカンス（Carnimonas nigrificans）が新たに加えられた。この種の発見当初の1998年時点では、16S rRNA遺伝子解析において15種のシグネチャー配列のうち2種が無かったためにハロモナス科へ分類されていなかったが、その後の遺伝子解析により2002年にこの科への配属が提案された。
1996年にハロモナス科の大きな再編が行われた。ディレイア属、ハロモナス属、ハロビブリオ属がハロモナス属に統合され、そこへパラコッカス・ハロデニトリフィカンス（Paracoccus halodenitrificans）が転属され、またジモバクター属（Zymobacter）がこの科へ編入された。後に、元々はハロビブリオ属唯一の種であったハロモナス・バリアビリス（Halovibrio variabilis）DSM 3051株とDSM 3050株が異なる種であることが判明し、現在ではハロビブリオ属が復活させられて前者はハロモナス属、後者はハロビブリオ属に配された。2006年にハロビブリオ属にハロビブリオ・デニトリフィカンス（Halovibrio denitrificans）が追加され、2022年現在この属は2種で構成されている。
2002年にハロモナス・マリナ（Halomonas marina）はコベティア属（Cobetia）に、2009年にハロモナス・マリスフラビ（Halomonas marisflavi）、ハロモナス・インダリニナ（Halomonas indalinina）、ハロモナス・アビセンニアエ（Halomonas avicenniae）はKushneria属に移管された。
2006年にHalospina denitrificansが、2007年にHalotalea alkalilentaが、2009年にAidingimonas  halophilaとHalospina denitrificansとSalinicola sociusが発見され、それぞれ新属とともにハロモナス科に新たに追加された。このうちSalinicola属には2010年にHalomonas salariaがSalinicola salariusとして、クロモハロバクター・サラリウス（Chromohalobacter salarius）Salinicola halophilusとして移動した。
2004年に発見された、コナジラミ類の主要な内部共生菌のCandidatus Portiera aleyrodidarumが追加された。
2010年にはタイタニック号から採取されていたサンプルからハロモナス・ティタニカエが発見された。

## 名称
Halomonadaceaeという名称はタイプ属のハロモナス属「Halomonas」に、科を意味する接尾辞「-aceae」を付加したものである。

## 研究
NASAの資金提供を受けたチームの地質微生物学者Felisa Wolfe-Simon は、カリフォルニア州東部のヨセミテ国立公園近くのモノ湖湖岸で採取された堆積物から分離培養された、GFAJ-1と名付けられたハロモナス科菌株を研究している。GFAJ-1株は高濃度のヒ素環境でも生育することができ、体内に取り込んだヒ素を細胞の基本的プロセスでリンの替わりに用いることができこれまで知られているものとは異なる生化学機構を有する点で注目されている。